# Mielletjåkka
De Mielletjåkka (Zweeds: Miellejohka) is een beek, die stroomt in de Zweedse gemeente Kiruna. Ze ontstaat als een aantal bergbeken,waaronder de Váimotjåkka, samenvloeit. De beek stroomt vervolgens naar het noordwesten, krijgt nog water toegespeeld door andere beken en stroomt uiteindelijk de Vuoskorivier in. Op de plaats waar die rivier het Torneträsk instroomt ligt het eiland Miellesuolu. De beek is ongeveer 4 kilometer lang.
Afwatering: Mielletjåkka → Vuoskorivier → (Torneträsk) → Torne → Botnische Golf